# Irische Hockeynationalmannschaft der Herren

Flagge der Nationalmannschaft

Die irische Hockeynationalmannschaft der Herren ist das Team, das Irland (die Republik Irland und Nordirland) auf internationalen Turnieren vertritt. Es gehört der Irish Hockey Association an. 
Die irische Hockeynationalmannschaft der Herren konnte sich zweimal für die Hockey-Weltmeisterschaft qualifizieren. 1978 und 1990 beendete man das Turnier jeweils auf Rang 12.
Die Olympischen Spiele 1908 in London endeten für das irische Team mit der Silbermedaille. Da Irland noch nicht unabhängig war, wurde die Silbermedaille Großbritannien zugerechnet. Großbritannien erreichte auf diese Weise die Plätze 1–4 (Platz 1: England, Plätze 3/4: Wales und Schottland); angetreten waren nur noch die deutsche und die französische Mannschaft.
Seit der Unabhängigkeit konnte sich die irische Nationalmannschaft bis 2024 nicht mehr für das olympische Turnier qualifizieren. Beim Qualifikationsturnier 2008 in Neuseeland konnte das Team die Gruppenphase punktgleich mit Argentinien und Neuseeland abschließen, verlor jedoch das Playoff-Spiel um Platz 3 gegen Frankreich. Bei den Olympischen Spielen 2024 in Paris schied die irische Mannschaft in der Vorrunde aus.
Daneben konnten die Iren einen ersten Platz beim Qualifikationsturnier zur Feldhockey-Europameisterschaft der Herren 2003 in Dublin verbuchen. Die EM schlossen sie auf dem 9. Platz ab. Irland ist mit fünf Titelgewinnen amtierender Rekordsieger des Celtic Cups.
Aktuell (Juni 2025) steht die Nationalmannschaft in der Weltrangliste auf dem Feld auf Rang 11.